# Sainte-Gemme (Indre)
Sainte-Gemme ist eine französische Gemeinde mit 257 Einwohnern (Stand: 1. Januar 2022) im Département Indre in der Region Centre-Val de Loire. Sie gehört zum Arrondissement Le Blanc und zum Kanton Le Blanc. Die Einwohner werden Sainte-Gemmois genannt.

## Geographie
Sainte-Gemme liegt im Regionalen Naturpark Brenne (frz.: Parc naturel régional de la Brenne), etwa 38 Kilometer westnordwestlich von Châteauroux. Nachbargemeinden von Sainte-Gemme sind Arpheuilles im Norden und Nordwesten, Saint-Genou im Norden, Buzançais im Osten und Nordosten, Vendœuvres im Süden, Mézières-en-Brenne im Südwesten sowie Saulnay im Westen.

## Bevölkerungsentwicklung
| 1962                      | 1968 | 1975 | 1982 | 1990 | 1999 | 2006 | 2013 |
| ------------------------- | ---- | ---- | ---- | ---- | ---- | ---- | ---- |
| 423                       | 362  | 294  | 267  | 284  | 273  | 266  | 264  |
| Quelle: Cassini und INSEE |      |      |      |      |      |      |      |

## Sehenswürdigkeiten
- Kirche